# Televizijski producent
Televizijski producent koordinira in nadzoruje izdelavo televizijske oddaje ali serije od zamisli do končnega izdelka. Tradicionalno so se producenti osredotočali predvsem na poslovni in organizacijski vidik produkcije - proračun, pogodbe, urnike idr., predvsem v ameriški televizijski industriji pa imajo danes bolj neposreden vpliv na produkcijo in sodelujejo pri ustvarjanju scenarija, scenografiji, izboru igralcev in celo režiji. 
Pogosto je producent hkrati tudi scenarist, včasih pa katero od vlog producenta prevzame celo glavni igralec.

## Hierarhija nazivov v ameriški igrani televizijski produkciji (pisarna scenaristov)
Scenaristi-producenti so v TV produkciji uveljavljena praksa. Vsaka oddaja ali serija ima svojo pisarno scenaristov (angleško writers room), kjer od 8-12 scenaristov simultano piše, popravlja in dopolnjuje epizodične scenarije in predlaga teme in zgodbe za nadaljnjo obravnavo. Scenaristi hkrati opravljajo vlogo producenta in s tem pomagajo ''showrunner-ju'' pri dnevnih opravilih.
Različni tipi producentov v ameriški televizijski industriji (v hierarhiji od najvišje do najnižje funkcije), scenaristi pa imajo vedno možnost napredovanja, če se izkažejo:
- Izvršni producent - showrunner (angleško executive producer - showrunner):

''Showrunner'' je ključni izvršni producent in najvišja možna funkcija in vloga med producenti-scenaristi. Showrunner torej ni naziv in je pod najavno/odjavno špico spisan kot ''izvršni producent''. 
Nad njim so samo še glavni šefi studia oziroma televizijske mreže (odvisno kdo v osnovi producira serijo oziroma oddajo). Glavna naloga showrunner-ja je, da vodi pisarno scenaristov. Je najpomembnejši vodja v smislu tehnične in kreativne zasnove, kar pomeni, da je po kreativni plati nad režiserjem, saj se dotika lahko vseh aspektov ustvarjanja televizijske produkcije. Njegova beseda je zadnja tako pri scenografiji, kostumografiji, pogodbah, izboru igralcev, montaži, scenaristiki itd., za razliko od filmske produkcije, kjer je režiser umetniški in kreativni vodja, ter filmski producent nima večje kreativne vloge (jo prepusti režiserju; razen, če jo želi - ima to moč).
Showrunner malokrat samostojno napiše scenarij za specifično epizodo. Bolj kot to, pomaga pri revizijah in popravkih svojih kolegov v pisarni scenaristov. Večkrat je hkrati tudi stvaritelj serije oziroma oddaje (angleško ''creator'' - ''created by''), vendar ne vedno. Zgodi se tudi, da prvotnega showrunnerja studijski šefi po sezoni ali dveh zamenjajo in na njegov položaj postavijo zunanjega strokovnjaka. 
- Izvršni producent (angleško executive producer - non-showrunner):

Je desna roka showrunner-ja in mu pomaga pri dnevnih opravilih. Občasno ga tudi nadomešča, če showrunner česa časovno ne more urediti. Največkrat ga nadomešča pri izboru igralcev (angleško casting). Samostojno piše epizodične scenarije in sodeluje v pisarni scenaristov. 
Število teh producentov ni določeno (odvisno od showrunner-ja in njegove presoje pri napredovanju producentov-scenaristov). Animirana serija Simpsonovi ima kar okoli 12-16 izvršnih producentov (odvisno od epizode do epizode). Takšni producenti niso redni sodelavci, temveč bolj kot specifični strokovnjaki nekega področja scenaristike.
- Ko-izvršni producent (angleško co-executive producer):

Samostojno piše scenarije in pomaga izvršnih producentom. Število teh producentov prav tako ni določeno (po navadi 1-2).
- Nadzorni producent (angleško supervising producer):

Nadzorni producent po navadi skrbi za dodeljevanje nalog ''junior'' scenaristom (v angleščini so ''junior'' scenaristi: staff writers, story editors, executive story editors, co-producers, producers) in je navadno na začetku njihov mentor. Samostojno piše scenarije in vodi ekipo scenaristov, v kolikor showrunnerja ni prisotnega. Čeprav vodi pisarno scenaristov, kadar ni prisoten showrunner, še to ne pomeni, da je njegova funkcija nad ostalimi tremi profili producentov. Navadno je v ekipi scenaristov samo 1 nadzorni producent.
- Producent (angleško producer):

Delovno okolje ''producenta'' je v TV produkciji zgolj ustvarjanje zgodb in scenarijev v pisarni scenaristov. Malokrat pomaga kolegom producentom zunaj pisarne pri drugih kreativnih ali organizacijskih delih. Navadno je teh v pisarni scenaristov od 1-2. Tega naziva se ne sme mešati z nazivom ''produced by''.
- Koproducent (angleško co-producer):

Navadno piše scenarije v paru s producentom ali s kom nižjim v hierarhiji. Ta naziv je hkrati funkcija, ki je prva, ki je producentska v smislu hierarhije TV produkcije. Pri serijah in oddajah je takšen scenarist navadno samo 1, največ sta člana 2.
Tega naziva se ne sme mešati z nazivom ''co-produced by''.
- Izvršni urednik zgodbe (angleško executive story editor):

Je tretji najnižji naziv pri TV scenaristiki. Njihova vloga je pomembnejša in so tik pred napredovanjem v koproducenta, ki je prva prava producentska funkcija. Showrunner tem scenaristom zaupa že malo več. Teh scenaristov je približno 1-2.
- Urednik zgodbe (angleško story editor):

Je drugi najnižji naziv pri TV scenaristiki in hkrati napredujejo pri odgovornosti in plači od pisarniškega scenarista. Teh scenaristov je približno 1-3.
- Pisarniški scenarist (angleško staff writer):

Je najnižji naziv pri TV scenaristiki. Tem scenaristom pravijo ''baby writer'' (scenarist dojenček), saj navadno nimajo veliko izkušenj s TV scenaristiko. Ko napredujejo so upravičeni tudi do višjih honorarjev in lahko samostojno začrtajo in pišejo epizode. V pisarni scenaristov navadno podajajo predloge drugim scenaristom in izražajo mnenja. Pomagajo pri pisanju scenarijev izvršnega urednika zgodbe. 
Odvisno od potreb pisarne scenaristov je število teh scenaristov. Navadno je v tisti sezoni samo 1 takšen scenarist.